# Деміглас
Деміглас (фр. demi-glace) — один із основних соусів французької кухні. Готується з яловичих кісток, м'яса, овочів (цибулі, моркви, помідорів, коріння селери і петрушки), трав та спецій. Спочатку кістки, м'ясо та овочі обсмажуються до коричневого кольору, потім заливаються водою та варяться на дуже маленькому вогні впродовж 24-36 годин. Готовий деміглас проціджують і за необхідності додатково випарюють до потрібної консистенції. Його досить важко приготувати у домашніх умовах. Тому простіше купити сухий порошок, що замінює рідкий деміглас.